# Větrný Jeníkov
Větrný Jeníkov là một chợ huyện thuộc huyện Jihlava, vùng Vysočina, Cộng hòa Séc.